# 丁文盛
丁文盛 (仮名：テイ ブンセイ, 拼音：Dīng Wénchéng) は明末清初の官吏。
兵部漢啓心郎の第一号とされる。広寧 (現遼寧省錦州市一帯) の人。

## 略歴
明朝の諸生であったが、天命6年に清太祖ヌルハチに帰順し、天聡年間には太宗ホンタイジにより兵部啓心郎に任命された。
天聡7年 (1633)
- 旧暦5月、毛文龍の部曲かきべであった孔有徳と耿仲明が清朝に帰順したことを承けて、旅順 (現遼寧省大連市旅順口区) の奪取を、継いで旅順陥落後の同7月には旅順築城を、趙福星 (同じく兵部漢啓心郎) とともに奏請し、功績により牛録･章京ニルイ･ジャンギンの世職を賜与された。[2]

崇徳3年 (1638)
- 不詳：挙人に合格。[1]

順治元年 (1644)
- 旧暦7月：兵部啓心郎から山東布政使司登萊 (登州・萊州) 道参政に選任、按察使司僉事を兼任｡[4]

順治2年 (1645)
- 旧暦6月：登萊道参政から都察院右僉都御史に昇任、山東巡撫を兼任、営田軍務督理を兼務。[5]
- 濰県 (現山東省濰坊市濰城区) の盗賊・張広が叛乱を起し、数千人が萊州 (現山東省煙台市一帯) を襲撃した。丁文盛は游撃・馮武郷らに征討を命じ、三埠不詳、紅山口不詳転戦の末、一味の尼思斉、趙明春を斬伐した。張広が平度州 (現山東省青島市平度市) に逃亡すると、游撃・楊遇明に追撃させ、徐里疃で張広を射殺し、徒党を殲滅した。[2]

順治3年 (1646)
- 茌平 (現山東省聊城市茌平区)、高唐 (現山東省聊城市高唐県) 諸県に盗賊が発生した為、派兵を要請。副都統・覚善が出兵して捕縛した。

順治4年 (1647)
- 旧暦4月：山東の土賊が鄒平 (現山東省浜州市鄒平市)、禹城 (現山東省徳州市禹城市) など15の州県を陥落させた。丁文盛は鎮圧に失敗し、更に上奏も遅れ、一級降格の処分を受けた。[6]更に同年9月、山東巡撫から河南布政使司参議に降任となり、僉事を兼任、按察使事務管理 (取締) を兼務した。[7]

順治6年 (1649)
- 旧暦5月：河南参議兼按察使事務管理から福建布政使司左布政使に転任。[8]

順治7年 (1650)
- 不詳：死歿。[2]

## 子孫
- 子・丁思孔[9]

## 脚註

### 註釈
1. ↑  参考：『清實錄』中では崇徳3年に啓心郎就任とされている。

### 典拠
1. 1 2  “丁文盛”. 人名権威. 2024年4月7日閲覧。
2. 1 2 3 4 5 6  “丁文盛”. 清史稿. 239. 清史館
3. ↑  “崇德3年7月25日段2348”. 太宗文皇帝實錄. 42. -
4. ↑  “順治1年7月19日段3342”. 世祖章皇帝實錄. 6. -
5. ↑  “順治2年6月4日段3608”. 世祖章皇帝實錄. 17. -
6. ↑  “順治4年4月26日段4135”. 世祖章皇帝實錄. 31. -
7. ↑  “順治4年9月21日段4248”. 世祖章皇帝實錄. 34. -
8. ↑  “順治6年5月9日段4663”. 世祖章皇帝實錄. 44. -
9. ↑  “文盛子思孔”. 清史稿. 239. 清史館

## 典拠
- 趙爾巽, 他100余名『清史稿』清史館, 民国17年(1928) (漢) ＊中華書局版
- 「人名權威 人物傳記資料庫」中央研究院歴史語言研究所 (台湾)

## 関聯
- 啓心郎